# Why Don't You Get a Job?
"Why Don't You Get a Job?" é uma canção da banda de rock estadunidense The Offspring. É a décima primeira faixa e segundo single do álbum Americana (1999), lançado em 15 de março de 1999.

## Lista de faixas
Parte 1
1. "Why Don't You Get a Job?" - 2:52
2. "Pretty Fly (for a White Guy)" (remix de Lowriders)  - 3:01
3. "Beheaded" (1999) - 2:38
4. "Pretty Fly (for a White Guy)" (videoclipe)

Parte 2
1. "Why Don't You Get a Job?" (versão álbum) - 2:52
2. "Why Don't You Get a Job?" (remix de The Baka Boyz) - 4:22
3. "Beheaded" (1999) - 2:38
4. "I Wanna Be Sedated" (cover dos Ramones) - 2:19

Outras versões
1. "Why Don't You Get a Job?" - 4:22
2. "Beheaded" (1999) - 2:38
3. "I Wanna Be Sedated" - 2:19

## Paradas musicais
| País/Parada (1999)                             | Melhor posição |
| ---------------------------------------------- | -------------- |
| Austrália (ARIA)                               | 2              |
| Áustria (Ö3 Austria Top 75)                    | 16             |
| Bélgica (Ultratop 50 de Flandres)              | 17             |
| Bélgica (Ultratop 50 da Valônia)               | 25             |
| Canadá (RPM Top Singles)                       | 19             |
| Canadá (RPM Rock/Alternative)                  | 4              |
| Europa (Hot 100)                               | 6              |
| França (SNEP)                                  | 29             |
| Alemanha (Offizielle Deutsche Charts)          | 16             |
| Grécia (IFPI Grécia)                           | 10             |
| Islândia (Íslenski listinn)                    | 2              |
| Irlanda (IRMA)                                 | 10             |
| Itália (Musica e dischi)                       | 12             |
| Países Baixos (Dutch Top 40)                   | 5              |
| Países Baixos (Single Top 100)                 | 6              |
| Nova Zelândia (Recorded Music NZ)              | 4              |
| Noruega (VG-lista)                             | 6              |
| Escócia (Scottish Singles Chart)               | 1              |
| Suécia (Sverigetopplistan)                     | 2              |
| Suíça (Schweizer Hitparade)                    | 24             |
| Reino Unido (UK Singles Chart)                 | 2              |
| Reino Unido (OCC UK Rock and Metal)            | 1              |
| Estados Unidos (Billboard Hot 100)             | 74             |
| Estados Unidos (Billboard Alternative Airplay) | 4              |
| Estados Unidos (Billboard Mainstream Rock)     | 10             |
| Estados Unidos (Billboard Mainstream Top 40)   | 21             |
| País/Parada (2017)                             | Melhor posição |
| Polónia (Polish Airplay Top 100)               | 96             |